# Hôtel du Président Hénault
L’hôtel du Président Hénault est un hôtel particulier situé à Paris en France.

## Localisation
Il est situé au 82, rue François-Miron, dans le 4e arrondissement de Paris.

## Histoire
Il fut construit en 1707 par l'architecte Edme Fourier à l'emplacement de deux maisons pour Charles-Jean-François Hénault. L'hôtel est acquis en 1793 par Edme Delaborne et reste dans la même famille jusqu'au XXe siècle. Il est acquis en 1943 par la Ville de Paris et abrite depuis 1996 la Maison européenne de la photographie.
Il présente une façade sur la rue François-Miron et une façade secondaire en pierre de taille sur jardin au 5-7, rue de Fourcy avec deux grands escaliers, à l'extérieur et à l'intérieur.
La façade sur rue, ainsi que le balcon et ses ferronneries, font l’objet d’une inscription au titre des monuments historiques depuis le 16 janvier 1926.